# Elosa worrallii
Elosa worrallii är en hjuldjursart som beskrevs av Lord 1891. Elosa worrallii ingår i släktet Elosa och familjen Trichocercidae. Arten är reproducerande i Sverige. Inga underarter finns listade i Catalogue of Life.